# تشوي كم تشول
تشوي كم تشول (بالهانغل: 최금철، وبالهانجا: 崔金哲. ولد في 9 فبراير 1987 في بيونغيانغ) لاعب كرة قدم كوري شمالي يلعب حاليا لصالح نادي ريميونغسو الكوري الشمالي .

## وصلات خارجية
- تشوي كم تشول على موقع الاتحاد الدولي (مؤرشف)  (الإنجليزية)
- تشوي كم تشول على موقع قاعدة بيانات كرة القدم.إي يو (الإنجليزية)
- تشوي كم تشول على موقع ناشيونال فوتبول تيمز (الإنجليزية)
- تشوي كم تشول على موقع Soccerway.com (الإنجليزية)
- تشوي كم تشول على موقع عالم كرة القدم.نت (الإنجليزية)